# Abbe-Königova prizma
Abbe-Königova prizma je optična prizma, ki spada med odbojne prizme. Uporablja se v optičnih napravah za obračanje slike. 
Imenuje se po nemškem fiziku Ernstu Karlu Abbeju (1840–1905) in nemškem optiku Albertu Königu (1871–1946).

## Zgradba in delovanje
Prizma je sestavljena iz dveh zlepljenih delov. Svetloba vstopa pod pravim kotom. Na površini, ki je nagnjena za 30° se prvič odbije. Naslednji odboj se izvede na delu, ki ga sestavljata dve površini pod kotom 90° (imenujemo ga streha). Za tem nastane še en odboj in žarek izstopi zopet pod pravim kotom, slika pa je obrnjena. Smer žarka se ne spremeni (kot pri Porrovi prizmi), kar je za nekatere optične naprave zelo pomembno. 

Včasih imenujejo prizmo te vrste tudi strešna prizma, čeprav obstajajo tudi druge strešne prizme.